# ستهم (مسلسل)
ستهم مسلسل مصري، من بطولة روجينا، ومن إخراج رؤوف عبد العزيز.

## قصة المسلسل
بعدما يُقتل زوجها، تدخل (ستهم) في عدة صراعات مع أسرتها وتحاول تربية أبناءها بعيدا عن المشاكل، ثم تضطر للتنكر في هيئة رجل حتى تواجه الصعوبات التي تقابلها في الحياة.

## طاقم العمل
- روجينا: ستهم
- محمد عبدالحافظ: جبر
- نانسي صلاح: نجاة
- أمير صلاح الدين: بركات
- ياسين التهامي: بنفسه
- إبراهيم السمان: مصطفى
- أحمد الرافعي: عجايبي
- جهاد سعد: رماح
- إياد نصار: عامر الرفاعي
- محمد يونس: محروس
- جميل برسوم: حماد رزق
- سلوى عثمان: سعادات
- عايدة فهمي: أم بركات/راوية
- سحر حسن: زبيبة
- لاشينة لاشين
- غادة طلعت: بخيتة
- أشرف طلبة
- فاتن شعبان
- سحر عبدالحميد
- عابد عناني: شعبان
- إسماعيل فرغلي: شحاته
- محمد نصر
- عزت زين
- أنا مينشيكوفا: ماشا
- محمد دسوقي: سمير
- مريم أشرف زكي: بوسي
- أحمد عبدالمجيد: د/ جمال
- نادية شكري: أم شعبان
- نغم صالح: نجف
- أحمد بدير: عباس السلكاوي
- محمد رضوان: سائق/ ضيف شرف
- منة الفيومي
- منة صلاح سعيد: الطبيبة إيفون
- حليم الجندي: قهوجي
- أحمد كمال أبو رية: هاني